# Musées de la Nouvelle-Calédonie
Cet article regroupe la liste par villes des principaux musées de Nouvelle-Calédonie.

## Bourail
Le Musée de Bourail est un musée, situé dans la commune de Bourail, retraçant l'histoire du bagne de Nouvelle-Calédonie.

## Hienghène
Le centre culturel municipal Goa Ma Bouarate de Hienghène contient un musée sur les arts et traditions kanak.

## Nouméa
- le musée de Nouvelle-Calédonie, créé en 1971 à partir des collections jusqu'alors exposées à la bibliothèque Bernheim et de divers apports, il est consacré à l'archéologie et à l'ethnologie des populations océaniennes, essentiellement de la population kanake (sculptures anciennes, totems, masques funéraires, poteries, parures, bijoux, monnaies kanaks, sagaies, flèches faitières, reproduction de pirogues et d'une grande case installée dans sa cour intérieure) mais aussi avec des œuvres provenant d'autres sociétés insulaires du Pacifique, notamment de Papouasie-Nouvelle-Guinée, Wallis-et-Futuna, Vanuatu ou des Fidji[1].

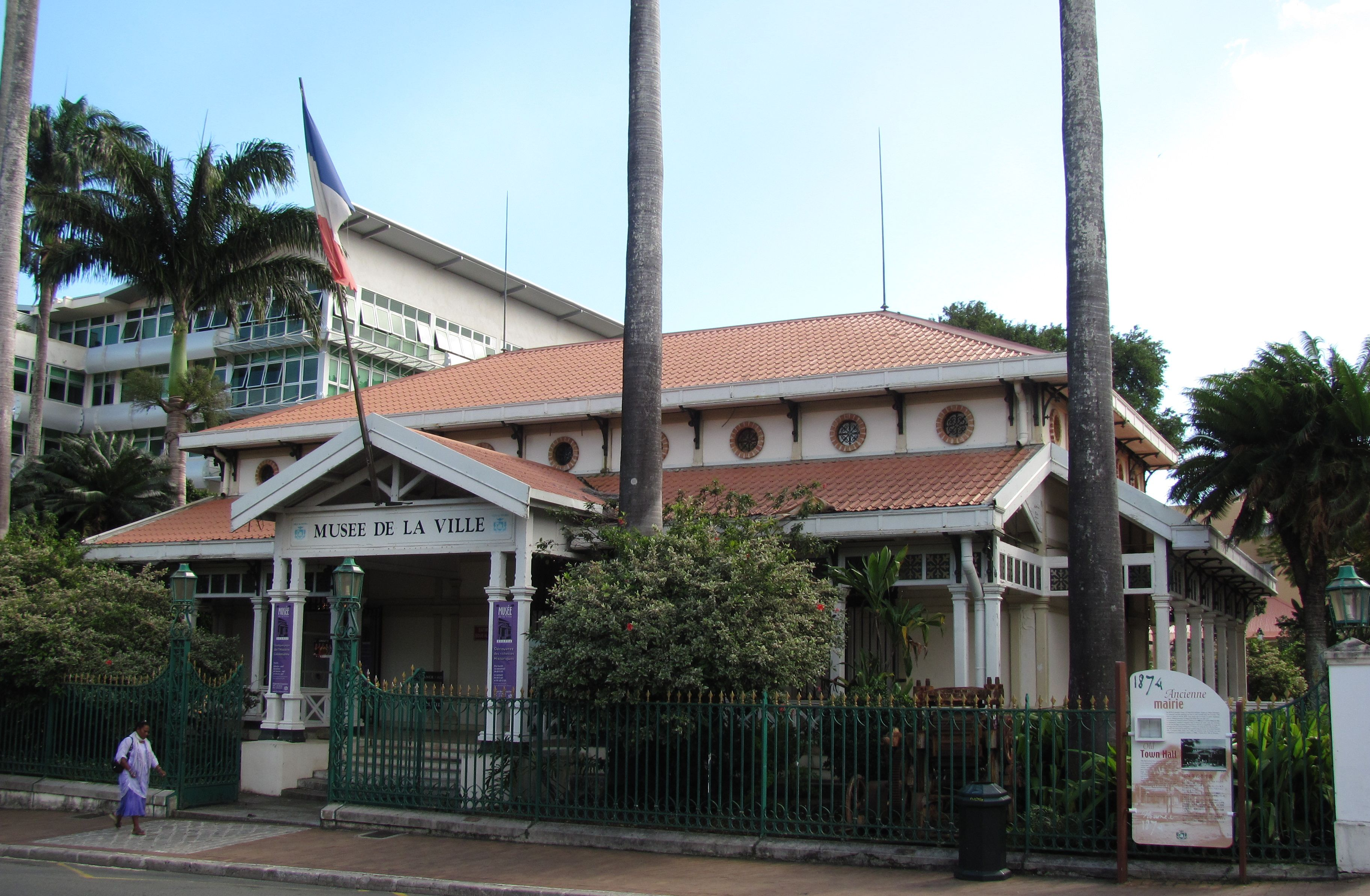
Le musée de la ville de Nouméa, installé dans l'ancienne mairie du chef-lieu

- le musée de la ville de Nouméa, fondé en 1996 et installé dans un bâtiment de style colonial récemment rénové, en bordure de la place des Cocotiers. Celui-ci avait, par le passé, servi tout d'abord de local à la Banque Marchand, première banque locale, de 1874 à 1880, puis, après la faillite retentissante de cet établissement financier, d'hôtel de ville de 1880 à 1975[2]. Il accueille plusieurs objets retraçant l'histoire du chef-lieu de la Nouvelle-Calédonie de sa création en 1854 à nos jours, issus de plusieurs collections privées (dont celle de la Société Le Nickel), mais aussi deux expositions permanentes : une au sous-sol sur la Nouvelle-Calédonie dans la Grande Guerre et la seconde à l'étage sur la Seconde Guerre mondiale.

- le musée de l'histoire maritime, inauguré le 4 octobre 1999 dans les locaux de l'ancienne gare maritime sur les quais du port, à l'entrée de Nouville, et créé à l'initiative de deux associations de passionnés d'archéologie sous-marine : « Fortune de mer » (au champ d'action limité aux eaux territoriales néo-calédoniennes) et « Salomon » (qui s'intéresse au mystère de la disparition du navigateur Jean-François de La Pérouse près de l'île de Vanikoro aux îles Salomon en 1788). Le musée expose ainsi de manière permanente, sur 600 m2, les découvertes des différentes campagnes de fouilles réalisées par ces deux associations, selon 6 thèmes : les premiers navigateurs (sur les techniques de navigation des premiers peuples océaniens), l'ère des grands découvreurs, les aventuriers et commerçants (sur les santaliers et baleiniers du début du XIXe siècle), de Port-de-France à Nouméa, sur la route du nickel et au temps des Américains. À cela s'ajoutent des expositions temporaires, installées à l'étage du bâtiment[3].

- le musée du Bagne, installé dans l'ancienne boulangerie en pierre du bagne sur la presqu'île de Nouville, qui passe pour être le plus ancien bâtiment construit par l'administration pénitentiaire sur ce site, a été créé par l'association « Témoignages d'un passé ». Il n'est pas ouvert en permanence, mais se visite à la demande et est le point de départ d'un tour guidé des différentes infrastructures du bagne de Nouville : la chapelle, les anciens ateliers qui abritent aujourd'hui le département de droit, économie et gestion de l'université de la Nouvelle-Calédonie, l'ancien magasin aux vivres devenu le Théâtre de l'île, l'ancien hôpital du marais et actuel CHS Albert-Bousquet, la ferme Nord et la laiterie[4].

- Centre culturel Tjibaou contenant une partie muséale consacrée au peuple kanak et à ses productions artisanales et artistiques.

## Païta
La Villa-Musée reconstitue d'une maison traditionnelle de colon-éleveur.